# Opius inflammatus
Opius inflammatus är en stekelart som beskrevs av Fischer 1963. Opius inflammatus ingår i släktet Opius och familjen bracksteklar. Inga underarter finns listade i Catalogue of Life.